# Porvoo Hunters
Die Porvoo Hunters sind ein 1997 gegründeter finnischer Eishockeyklub aus Porvoo. Die Mannschaft spielt in der Suomi-sarja und trägt ihre Heimspiele in der Porvoon jäähalli aus.

## Geschichte
Der Verein wurde 1997 gegründet. Die Mannschaft trat erstmals überregional in Erscheinung, als sie in der Saison 2007/08 in der Suomi-sarja, der dritten finnischen Spielklasse, spielte. Seither konnte sich das Team in der Liga etablieren.